# Японский кит
Японский кит (лат. Eubalaena japonica) — вид китов семейства гладких китов (Balaenidae). Этот вид до недавних пор объединялся зоологами в один вид с североатлантическим гладким китом (Eubalaena glacialis), однако новейшие исследования ДНК выявили, что речь идёт об отдельных двух видах.

## Внешний вид
Японский кит внешне неотличим от североатлантического гладкого кита, однако он немного крупнее и может достигать 18,5 м. Самки, как правило, несколько крупнее самцов. Масса представителей этого вида может достигать 80 т. Японские киты — большие, крепко сложенные тёмные киты, не имеющие, как и все гладкие киты, спинного плавника. Белое пятно, индивидуально варьирующееся у разных особей по величине и форме, существует лишь в нижней части живота в области половых органов. Голова большая, шейный перехват выражен слабее, чем у гренландского кита. Поверхность головы и нижних челюстей усажена роговыми шишками в виде крупных бородавок, которые у каждого животного выражены по-своему, однако, как правило, в меньшей степени, чем у североатлантического сородича. Линия рта сильно изогнута. Плавники крупные с заметными фалангами.

Сравнительный размер
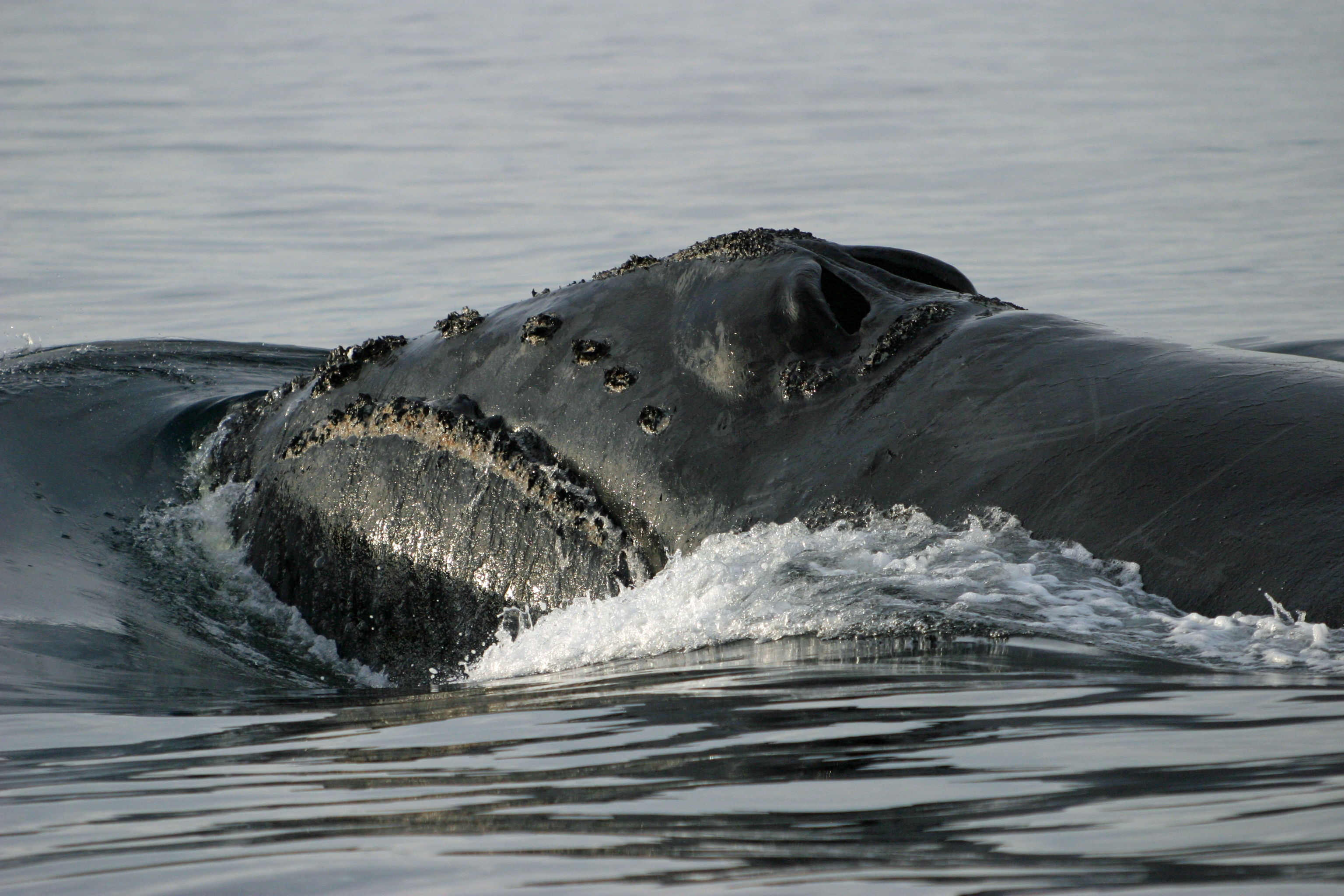
Фотография японского кита

## Образ жизни
Японские киты питаются веслоногими и прочими ракообразными. Они медленные, но элегантные пловцы, которые часто выпрыгивают из воды. Уровень рождаемости довольно низок, самки рождают с возраста от 6 до 12 лет каждые три-четыре года по детёнышу.

## Распространение
Ареал японского кита охватывает северную часть Тихого океана от Охотского до Берингова моря и Аляскинского залива. Изредка представители этого вида наблюдаются и у берегов Мексики. Самки рождают детёнышей у берегов Японии.

## Угрозы
На японского кита, равно как и на североатлантического, велась интенсивная охота. Предполагается, что между 1839 и 1909 годами было убито от 26 500 до 37 000 особей. В 1960-х советские китоловы нелегально убили ещё 500 японских китов. Сегодня главными угрозами для китов являются столкновения с кораблями, застревание в рыболовецких сетях и загрязнение окружающей среды. Популяция оценивается в 400 животных в Охотском море и около 100 в восточной части Тихого океана. В Красном списке МСОП вид имеет статус «угрожаемого» (Endangered). Восточная популяция считается находящейся под угрозой вымирания, и нет уверенности, что она сможет восстановиться до конца.